# Jörn Meissner
Jörn Meissner (* 1970) ist ein deutscher Wirtschaftswissenschaftler, Berater und Unternehmer.

## Werdegang
Nach dem Abitur 1989 am Dietrich-Bonhoeffer-Gymnasium in Bergisch Gladbach studierte Meissner von 1990 bis 1997 Betriebswirtschaftslehre an der Universität Hamburg. Von 1997 bis 2005 erwarb er einen Ph.D. und einen M.Phil. an der Columbia University in New York City. Seine Doktorväter waren Awi Federgruen und Costis Maglaras.

## Wirken
Meissner ist Professor of Supply Chain Management & Pricing Strategy an der Kühne Logistics University in Hamburg. Daneben hält er auch Vorlesungen an der Universität Hamburg und war Gastprofessor an der Handelshochschule Leipzig und an der Universität Mannheim. Meissner ist der Gründer von Manhattan Review, einer multinationalen Testvorbereitungs- und Bewerbungsberatungsfirma mit Sitz in New York.
Meissners Forschung konzentriert sich auf die Gebiete Supply-Chain-Management, Produktion und Revenue Management. Seine Artikel erschienen in den Zeitschriften Manufacturing and Service Operations Management (MSOM), Operations Research, Naval Research Logistics, European Journal of Operational Research sowie in mehreren Sammelbänden. Sein Artikel „Dynamic pricing strategies for multiproduct revenue management problem“, geschrieben zusammen mit Costis Maglaras, war ein Finalist beim MSOM Best Paper Award 2009. Im Rahmen seiner Forschungstätigkeit berät er verschiedene Fortune 500-Firmen und Startups.
Meissner wurde in Businessweek, Newsweek, The Independent, The Times und der Financial Times Deutschland zitiert. Das Handelsblatt veröffentlichte mehrere Interviews mit ihm, und er ist regelmäßiger Kolumnist für die MBA-Verlagsbeilage der Frankfurter Allgemeinen Zeitung.